# Bernard de Lattre de Tassigny
Pour les articles homonymes, voir De Lattre.
Bernard Jean Marie Michel de Lattre de Tassigny, né le 11 février 1928 à Paris (16e) et mort le 30 mai 1951 près de Ninh Binh (Tonkin), est un officier français.

## Biographie
Bernard de Lattre de Tassigny est l'enfant unique du maréchal Jean de Lattre de Tassigny et de Simonne Calary de Lamazière. En septembre 1943, il organise, avec sa mère puis le concours de la Résistance, l'évasion de son père de la prison de Riom,,. Le général de Lattre, se ralliant à de Gaulle, rejoint Londres en octobre 1943 puis Alger en décembre. S'ensuit, pour Bernard de Lattre et sa mère, une période de clandestinité qui ne s'achève que par leur exfiltration organisée par la Résistance et les services secrets de Londres. Partant de Paris le 30 mars 1944, ils traversent la France, puis l'Espagne — entre le 21 avril et le 7 mai — pour rejoindre Alger, via Gibraltar.
Désireux de s'engager dans les Forces françaises libres, Bernard de Lattre est jugé trop jeune pour être admis dans l'armée de libération qui se prépare pour le débarquement de Provence ; néanmoins, devant sa volonté de combattre, le général de Gaulle lui accorde une dispense d'âge,. Le 8 août 1944, il est affecté au 2e régiment de dragons. Lors de la bataille pour la libération d'Autun, le 8 septembre 1944, il est sérieusement blessé. Il reçoit la médaille militaire des mains du colonel Demetz, commandant le 2e dragons, lors d'une prise d'armes à Masevaux, le 23 février 1945 au cours de laquelle son père lui donne l'accolade.
Entré à l'École militaire interarmes, le 1er août 1945 (promotion Victoire), il choisit l'arme blindée et cavalerie à sa sortie. Le 26 novembre 1945, il est aspirant. Stagiaire à l'École de cavalerie de Saumur, il est nommé sous-lieutenant le 26 novembre 1946. Affecté ensuite au 4e régiment de cuirassiers, à Mourmelon-le-Grand, il est promu lieutenant le 26 novembre 1948.
Il quitte la métropole pour l'Indochine le 1er juillet 1949. Chef d'un peloton blindé du 1er régiment de chasseurs, il est commandant du poste de Yen My, qui contrôle quinze villages et une population d'environ 20 000 habitants. Il est cité à l'ordre de la brigade le 21 avril 1950.
Le 6 décembre 1950, le général de Lattre devient haut-commissaire, commandant en chef en Indochine et commandant en chef du corps expéditionnaire français en Extrême-Orient. Son fils Bernard refuse de faire partie de son état-major ; il veut rester avec ses hommes de troupe.
Bernard de Lattre prend le commandement d'un escadron composé en grande partie de volontaires vietnamiens, le 1er mars 1951. À la suite des combats de Maï Dien, il est cité à l'ordre du corps d'armée le 11 mai. Fin mai 1951, Giap lance une grande offensive-surprise sur la rivière Day. Le 29 mai, Bernard informé de l'offensive de la brigade 304 vietminh rejoint son Bataillon (1er Chasseur) au nord de Ninh Binh. Il établit dans la nuit du 29 au 30 son escadron sur le piton Hoi Hac (aujourd'hui rasé) qui  garde le passage du trafic fluvial (le blockhaus garde la ville), à l'ouest du piton de Non Nuoc. Il est mortellement atteint par un obus de mortier transpercé de quatre-vingts blessures au pied du blockhaus. Son corps est transporté depuis les lignes de front après que la 5e compagnie du 2e bataillon du 1er Régiment de Tirailleurs Algériens, aux ordres du lieutenant Marengo, d'une section du 6e RTM et d'un peloton du 1er chasseurs, appartenant au groupe mobile no 1 a repris la position. Son père a eu cette phrase : « Bernard n'est pas mort pour la France, il est mort pour le Vietnam ».
Ses obsèques sont célébrées par l'aumônier militaire Xavier Louis de la promotion Gallieni en la cathédrale Saint-Joseph de Hanoï (dite cathédrale des Martyrs de Hanoï), en présence de son père. Sa dépouille et celles du lieutenant Mercier et du brigadier Mellot, tombés à ses côtés, sont ensuite rapatriées en métropole, accompagnées par le général de Lattre, où une cérémonie officielle, en forme d'hommage aux combattants d'Indochine, est organisée à l'église Saint-Louis-des-Invalides en présence de membres du gouvernement et de l'état-major des armées. Terrassé par un cancer à la hanche mal soigné et bouleversé par la mort de son fils unique, son père meurt 7 mois plus tard à Paris le 11 janvier 1952.
La mort de Bernard de Lattre reçut un large écho dans la presse nationale et internationale, en particulier par des articles dans Le Figaro, Le Monde, Paris Match, The New York Times ainsi que dans le TIME magazine. Ses funérailles furent présentées dans LIFE comme Picture of the Week.
Peu de temps avant son départ pour l'Indochine, le 28 mai 1949, Bernard de Lattre avait eu l'occasion d'ouvrir le bal avec la princesse Margaret à l'ambassade du Royaume-Uni en France — bal donné en l'honneur de la princesse — ; la revue Radar avait fait paraître un dessin en couverture, dessin qui fut offert à la famille après sa mort.
Le tombeau de Bernard de Lattre de Tassigny est situé au cimetière de Mouilleron-en-Pareds, au côté de celui de ses parents,.

## Décorations
- Chevalier de la Légion d'honneur à titre posthume[21]
- Médaille militaire[22]
- Croix de guerre 1939–1945, palme de bronze[9],[22]
- Croix de guerre des Théâtres d'opérations extérieurs, décoration remise par son père, le 11 mai 1951, à Phu Ly[23].
- Médaille des évadés[24]
- Ordre national du Vietnam (chevalier), remis à titre posthume au nom de l'empereur Bao Daï[25].
- Mérite militaire (Chili)[26].

## Hommages
- Une chapelle a été érigée à sa mémoire à Wildenstein[27],[28]. Cette chapelle est située près de l'ancien centre de repos et de vacances « Rhin et Danube », dont la construction avait été décidée par le général de Lattre, en 1949, pour accueillir les orphelins de l'armée ; inaugurée par lui le 1er septembre 1951, il décida qu'elle porterait le nom de « Bernard de Lattre »[29],[30],[31].
- La 24e promotion (1984-1985) de l'École militaire interarmes porte son nom.